# Dionysios Iambos
Dionysios Iambos (griechisch Διονύσιος ὁ Ἴαμβος) war ein griechischer Grammatiker aus Alexandria. Er ist als Lehrer des Aristophanes von Byzanz und als Verfasser eines Werkes περὶ διαλέκτων („Mundarten“) bekannt, das nicht erhalten ist. Seine Wirkungszeit fällt vermutlich in das späte 3. Jahrhundert v. Chr. Der Beiname ὁ Ἴαμβος („der Jambendichter“) deutet an, dass er auch Lyrik verfasst hat.